# 莫特利縣
莫特利縣（英語：Motley County）位美國德克薩斯州西北部的一個縣。面積2,564平方公里。根据美國2000年人口普查，共有人口1,426人。縣治馬特多（Matador）。
成立於1876年8月21日，縣政府成立於1891年2月25日。縣名紀念在聖哈辛托之役中陣亡的《德克薩斯獨立宣言》簽署人朱尼厄斯·威廉·莫特利（Junius William Mottley，縣名的拼法為命名時之手民之誤）。